# 揭陽市人民政府
揭阳市人民政府，简称揭阳市政府、揭府，是中华人民共和国广东省揭阳市的地方国家行政机关。

## 职权
根据《中华人民共和国地方各级人民代表大会和地方各级人民政府组织法》第七十三条，县级以上的地方各级人民政府行使下列职权：
1. 执行本级人民代表大会及其常务委员会的决议，以及上级国家行政机关的决定和命令，规定行政措施，发布决定和命令；
2. 领导所属各工作部门和下级人民政府的工作；
3. 改变或者撤销所属各工作部门的不适当的命令、指示和下级人民政府的不适当的决定、命令；
4. 依照法律的规定任免、培训、考核和奖惩国家行政机关工作人员；
5. 编制和执行国民经济和社会发展规划纲要、计划和预算，管理本行政区域内的经济、教育、科学、文化、卫生、体育、城乡建设等事业和生态环境保护、自然资源、财政、民政、社会保障、公安、民族事务、司法行政、人口与计划生育等行政工作；
6. 保护社会主义的全民所有的财产和劳动群众集体所有的财产，保护公民私人所有的合法财产，维护社会秩序，保障公民的人身权利、民主权利和其他权利；
7. 履行国有资产管理职责；
8. 保护各种经济组织的合法权益；
9. 铸牢中华民族共同体意识，促进各民族广泛交往交流交融，保障少数民族的合法权利和利益，保障少数民族保持或者改革自己的风俗习惯的自由，帮助本行政区域内的民族自治地方依照宪法和法律实行区域自治，帮助各少数民族发展政治、经济和文化的建设事业；
10. 保障宪法和法律赋予妇女的男女平等、同工同酬和婚姻自由等各项权利；
11. 办理上级国家行政机关交办的其他事项。

## 机构设置
揭阳市人民政府设置下列机构：
- 揭阳市发展和改革局
- 揭阳市教育局
- 揭阳市科学技术局
- 揭阳市工业和信息化局
- 揭阳市公安局
- 揭阳市民政局
- 揭阳市司法局
- 揭阳市财政局
- 揭阳市人力资源和社会保障局
- 揭阳市自然资源局
- 揭阳市生态环境局
- 揭阳市住房和城乡建设局
- 揭阳市交通运输局
- 揭阳市水利局
- 揭阳市农业农村局
- 揭阳市商务局
- 揭阳市文化广电旅游体育局
- 揭阳市卫生健康局
- 揭阳市退役军人事务局
- 揭阳市应急管理局
- 揭阳市审计局
- 揭阳市人民政府国有资产监督管理委员会
- 揭阳市市场监督管理局
- 揭阳市统计局
- 揭阳市医疗保障局
- 揭阳市金融工作局
- 揭阳市城市管理和综合执法局
- 揭阳市信访局
- 揭阳市政务服务数据管理局
- 揭阳市林业局
- 揭阳市民族宗教事务局

## 历任领导
- 陈喜臣（1992年3月－1993年10月）
- 江东海（1993年10月－1998年5月）
- 林木声（1998年6月－2000年10月）
- 唐豪（2000年11月－2003年3月）
- 万庆良（2003年4月－2004年9月）
- 陈弘平（2004年10月－2008年2月）
- 陈奕威（2008年3月－2011年8月）
- 陈绿平（2011年8月－2011年9月）
- 陈东（2011年10月－2017年12月）
- 叶牛平（2017年12月－2019年8月）
- 张科（2019年8月－2021年6月）
- 支光南（2021年6月－2025年2月）

## 办公地点
揭阳市人民政府办公地点位于揭阳市榕城区临江北路39号。